# Jules Brun
Jules Brun (Lausanne, 12 juni 1832 - aldaar, 21 augustus 1898) was een Zwitsers politicus voor de linkse radicalen en later de gematigde liberalen uit het kanton Vaud.

## Biografie
Jules Brun was tweemaal lid van de gemeenteraad (wetgevende macht) van Lausanne, een eerste maal van 1870 tot 1882 voor de linkse radicalen en een tweede maal van 1886 tot 1898 voor de gematigde liberalen. Tussen 1871 en 1872 was hij lid van het stadsbestuur. In 1882 weigerde hij de post van burgemeester (syndic) van Lausanne.
Van 1871 tot 1893 Brun op kantonnaal vlak lid van de Grote Raad van Vaud. Van 1881 tot 1885 zetelde hij ook in de Staatsraad van Vaud, de kantonnale regering. In 1884 zetelde hij ook in de constituante.
Hij was ook politiek actief op federaal vlak, toen hij van 29 november 1880 tot 4 mei 1881 in de Kantonsraad zetelde en van 22 mei 1881 tot 20 oktober 1882 lid was van de Nationale Raad.